# Reunited
Reunited es un álbum del quinteto Gaither Vocal Band, en el cual nace el nuevo Quinteto, el cual está constituido por David Phelps, Wes Hampton, Michael English, Mark Lowry y Bill Gaither.

## Canciones del álbum
1. I Believe In A Hill Called Mount Calvary
2. It Is Finished
3. Loving God Loving Each Other
4. He Touched Me
5. Because He Lives
6. I`m Free
7. I Am Loved
8. The King is Coming
9. Sinner Saved by Grace
10. Worthy the Lamb
11. The Curch Triumphant
12. These are They
13. There's Something About That Name Live Version

## Curiosidades
- En el CD se cantan muchas de las canciones el cual antes, el cuarteto cantaba, pero en el DVD, Bill Gaither varía el orden de las canciones de Reunited y Better Day.
- Los conciertos de este CD y Better Day se creó el mismo día, en el mismo teatro, y con los mismos trajes, músicos, etc.

## Reunited en vivo
Reunited en vivo, o tan solo Reunited, es el concierto de este disco, con invitados especiales como, Larry Gatlhin, The Issacs y Gordon Mute. Fue grabado en el Majestic Theathre, Houston, Texas, EE. UU.